# Gwrwst Lledlwm
Gwrwst Lledlwm ap Ceneu (Ve siècle) était un souverain du royaume breton de  Rheged au Ve siècle.

## Contexte
Gwrvst  est l'un des fils Ceneu mab Coel qui hérite du Rheged, la partie est du Hen Ogledd lors de son partage. Le nom de Gwrvst est l’équivalent du gaélique Fergus et son surnom signifie Haillon. Son nom se retrouve en faisant la synthèse de deux généalogies incomplète de la collection des  Harleian genealogies. la première:  énumère (Gwrwst) Ledlwm ap Ceneu ap Coel Hen  l'autre omet Ledlwm et Ceneu.
La généalogie complète se trouve dans la collection  du Bonhed Gwyr y Gogled yn hav  et dans celle du manuscrit du Jésus College et de ce fait le père de Meirchion Gul.
Dans le récit de Culhwch ac Olwen Gwrwst Ledlwm et son fils Dyfnarth sont capturés par Gwyn ap Nudd après son combat victorieux contre
Gwythyr ap Greidiol. Plus tard Ils sont libérés de leur prison par le Roi Arthur.

## Sources
- (en) Peter Bartrum, A Welsh classical dictionary: people in history and legend up to about A.D. 1000, Aberystwyth, National Library of Wales, 1993 (ISBN 9780907158738), p. 389-390 GWRWST LEDLWM ap CENEU. (435)
- (en) Tim Clarkson, The Men of the North. The Britons of southern Scotland, Edinburgh, John Donald, 2010, 230 p. (ISBN 9781906566180), p. 76.